# Droit au logement en France
En droit français, plusieurs législations fondamentales mentionnent ou garantissent un droit au logement.

## Un droit constitutionnel
Le droit au logement est considéré comme découlant, en France, de la rédaction des 10e et 11e alinéas du préambule de la Constitution du 27 octobre 1946, qui fait partie de textes à valeur constitutionnelle :
10. La Nation assure à l'individu et à la famille les conditions nécessaires à leur développement.
11. Elle garantit à tous, notamment à l'enfant, à la mère et aux vieux travailleurs, la protection de la santé, la sécurité matérielle, le repos et les loisirs. Tout être humain qui, en raison de son âge, de son état physique ou mental, de la situation économique, se trouve dans l'incapacité de travailler a le droit d'obtenir de la collectivité des moyens convenables d'existence.

## Un droit fondamental, mais non sanctionné juridiquement jusqu'à la loi DALO
Cité par la loi Quilliot du 22 juin 1982 (« Le droit à l'habitat est un droit fondamental »), puis par la loi Mermaz du 6 juillet 1989, le droit au logement est l'objet principal de la loi du 31 mai 1990 visant à la mise en œuvre du droit au logement, dite loi Besson. Cette loi affirme que « garantir le droit au logement constitue un devoir de solidarité pour l'ensemble de la nation ». Ce droit ne signifie pas que la nation a l'obligation de fournir un logement à toute personne qui en fait la demande, mais qu'elle doit apporter une aide, dans les conditions prévues par ladite loi, aux personnes qui remplissent les conditions pour en bénéficier. Le paradigme en vigueur était alors bien celui de l'obligation de moyens. Les articles de la loi besson instaurèrent les plans départementaux d'action pour le logement des personnes défavorisées (PDALPD), intitulés depuis la loi pour l'accès au logement et un urbanisme rénové de 2014 Plans départements départementaux d'action pour le logement et l'hébergement des personnes défavorisées (PDALHPD). L'objectif de ces plans est de mobiliser et de développer l'offre de logements destinée aux publics en situation précaire. La loi Besson institua également le fonds de solidarité pour le logement, pouvant apporter des aides financières aux ménages présentant des difficultés à régler les frais liés à leur logement. Celles-ci peuvent prendre la forme de prêts ou de subventions.
Dans sa décision du 19 janvier 1995, le Conseil constitutionnel a considéré que « la possibilité de disposer d’un logement décent est un objectif à valeur constitutionnelle ». Enfin, la jurisprudence l'a rendu invocable dans certains cas précis, notamment lors d'une demande d'expulsion de Gens du voyage dans une commune de plus de 5 000 habitants n'ayant aucun terrain d'accueil.
Le droit au logement est réaffirmé dans la loi du 31 mai 1990 par son article 1 : « garantir le droit au logement constitue un devoir de solidarité pour l’ensemble de la nation ». La loi SRU du 13 décembre 2000 précise lui la notion de « logement décent ».
Le Haut comité pour le logement des personnes défavorisées a proposé dans plusieurs de ses rapports annuels de rendre le droit au logement opposable devant les tribunaux. Au-delà de l'obligation de moyens imposée par la loi Besson, il était proposé de créer une obligation de résultat : les groupements intercommunaux seraient responsables, par délégation de l'État, de la garantie du droit au logement. Cette idée a été reprise par le gouvernement Raffarin et par plusieurs candidats à l'élection présidentielle de 2007 dont Ségolène Royal (inscrit dans le projet socialiste) et Nicolas Sarkozy (en son seul nom).
Le droit international propose cependant la possibilité de plaider l'inconventionnalité du droit interne au regard des engagements internationaux de la France.

## Genèse du droit au logement opposable (DALO)
L'adjectif « opposable », dans son sens juridique, est apparu en 1845. Il signifie : « que l'on peut faire valoir contre autrui ». La revendication d'un droit au logement opposable a remplacé à partir de 2003 dans le discours politique celle d'une « Couverture logement universelle », prônée en 2001 par le Conseil national de l'habitat. Le droit au logement opposable permettrait aux personnes sans domicile de recourir auprès des autorités pour le faire appliquer, de manière d'abord amiable, puis juridictionnelle.
L'expression est apparue en 2002 dans un rapport du Haut comité pour le logement des personnes défavorisées, qui proposait de créer « une obligation de résultat juridiquement opposable » pour le droit au logement. Cette idée de mettre en place un droit opposable fut notamment portée par Paul Bouchet, président d'honneur de l'association ATD Quart monde et conseiller d'État honoraire. Ce travail de réflexion s'est poursuivi par la suite, dans le cadre d'autres rapports - en 2003 paraissait ainsi le rapport « Droit au logement : construire la responsabilité ». L'idée qui se dessinait alors était de passer d'une obligation de moyens à une obligation de résultat en matière de droit au logement, et dans ce cadre d'ouvrir des recours juridiques pour le garantir. De fait, selon Paul Bouchet, un droit doit pour pouvoir être réellement qualifié de fondamental d'une part « être au sommet de la hiérarchie du droit », mais également être « opposable à quiconque par quiconque ». Cette idée essaima progressivement dans le champ institutionnel : le Conseil économique, social et environnemental rendit en effet en janvier 2004 un avis la promouvant.
Une plate-forme pour le droit au logement opposable fut élaborée en octobre 2003 sous l'égide d'ATD Quart Monde, ralliant 51 associations, pouvant parfois être très éloignées idéologiquement. En effet, cette plateforme regroupait des associations très militantes, comme le DAL, et d'autres beaucoup plus orientées vers le modèle caritatif, à l'image du Secours catholique.  Cette plateforme nouait également des relations avec des experts du droit et des chercheurs. Quelques mois plus tard, le 5 juin 2004, une manifestation à ce sujet fut organisée dans plusieurs villes de France. Ces mobilisations induisirent la saisie par le champ politique de ce problème - la particularité étant qu'il fut porté par des personnalités de droite comme de gauche. En effet, dans le cadre du débat du 24 novembre sur le projet de loi de programmation pour la cohésion sociale, des amendements pour rendre opposable le droit au logement furent déposés par Christine Boutin, issue de l'UMP, et par Jean-Yves Le Bouillonnec, issu du Parti socialiste. Dans le même temps, le Haut comité pour le logement des personnes défavorisées poursuivit son travail d'expertise, et rencontra en printemps 2005 la Scottish Federation of Housing Associations (SFHA), l'équivalent de l'Union sociale pour l'habitat en France. L’Écosse était alors dans une démarche censée lui permettre de mettre un vigueur un droit au logement opposable en 2012.
Le DALO redevint d'actualité après les incendies mortels de l'été 2005 dans des immeubles abritant des mal-logés, comme celui du boulevard Vincent-Auriol (26 août 2005). Une proposition de loi déposée le 28 septembre 2005 par Christine Boutin était restée sans suite. En mai 2006, le gouvernement annonça le principe de l'expérimentation volontaire de ce droit par les collectivités locales, après proposition du Conseil national des politiques de lutte contre la pauvreté et l'exclusion sociale. Dans ce cadre, Dominique de Villepin, qui était alors premier ministre, demanda au Haut comité pour le logement des personnes défavorisées de piloter cette entreprise. Celui-ci réunit alors différents acteurs du logement (le ministère concerné, l'Union sociale pour l'habitat, des associations, des élus...), afin que cette expérimentation fasse l'objet d'un certain consensus, notamment sur les plans techniques et politiques, auprès des différentes entités impliquées. Les résultats de ces premiers travaux débouchèrent sur la publication du 12e rapport, intitulé « Droit au logement opposable : le temps de la décision ? ». Fut proposé un calendrier de mise en œuvre, et la suggestion de pistes quant à la nature des entités qui seraient reconnues responsables de l'opposabilité. À ce stade, deux schémas émergèrent : le premier faisait peser l'obligation de résultat sur l’État, le second sur les collectivités. Concernant la cible des logements à mobiliser, il était indiqué qu'elle ne devrait pas exclusivement concerner les HLM, mais également le parc privé, et ce dans une optique de mixité sociale. Ce rapport fut immédiatement repris dans le champ politique, puisque la thématique du droit au logement opposable fut mise en avant par Nicolas Sarkozy durant sa campagne présidentielle. Néanmoins, cette expérimentation locale du DALO resta sans suite concrète à la fin 2006. Le gouvernement avait, en revanche, rejeté le DALO proposé par les parlementaires socialistes le 11 avril 2006, au cours des débats sur la loi Engagement national pour le logement ; le ministre de la Cohésion sociale, Jean-Louis Borloo, ayant alors jugé cette initiative « prématurée et irréaliste ».

## Évolutions législatives de 2007
La médiatisation du droit au logement opposable fut en grande partie liée à l'action débutée le 16 décembre 2006 par l'association Les Enfants de Don Quichotte qui a organisé un campement de tentes le long du canal Saint-Martin à Paris, repris avec une audience moindre dans une dizaine de villes de province. Le rayonnement médiatique de cette mobilisation fut immédiat. Le lendemain de l'installation, l'Agence France-Presse diffusa l'information, ensuite reprise par des journalistes du monde entier, qui firent pour beaucoup le déplacement pour documenter la situation. Des citoyens et des sans-abris rejoignirent le campement. Une semaine à peine après le début de l'opération, le gouvernement commença les discussions avec une délégation de militants. Néanmoins, dans un premier temps, le personnel politique au pouvoir tarda à prendre la mesure de l'ampleur de la mobilisation. La ministre du logement, Catherine Vautrin, condamna même l'initiative des Enfants de Don Quichotte, la qualifiant de "poudre aux yeux". Cependant, les militants ne cédèrent pas, entamèrent une grève de la faim, si bien que le 18 décembre 2006, Nicolas Sarkozy - en pleine campagne - déclara que « d’ici à deux ans, plus personne ne sera obligé de dormir dehors et d’y mourir de froid ». Catherine Vautrin reçut finalement les leaders du mouvement au lendemain de Noël, deux jours après l'adoption par ces derniers d'une « charte du canal Saint-Martin », comprenant parmi ses revendications l'opposabilité du droit au logement.
Finalement, suite à l'interpellation de nombreux responsables politiques, le président de la République Jacques Chirac demanda lors de ses vœux du 31 décembre 2006 de faire voter un texte créant le DALO avant la fin de son mandat.
Le projet de loi de 2007 demandé par le Président de la République le 31 décembre 2006, tel qu'ébauché par le député UMP Georges Fenech, prévoyait des « moyens convenables de logement », mais pas précisément un logement ; il interpelle la collectivité, mais l'imprécision de ce terme rendit difficile d'identifier l'interlocuteur responsable : État ou une (laquelle ?) collectivité territoriale ? Néanmoins, la loi fut malgré tout promulguée - il s'agit de la loi no 2007-290 du 5 mars 2007 instituant le droit au logement opposable et portant diverses mesures en faveur de la cohésion sociale, publiée au Journal officiel du 6 mars 2007. Finalement, c'est bien l’État qui fut désigné responsable en cas de recours.
Le texte instituant le droit au logement opposable entra en vigueur en deux étapes. Depuis le 1er janvier 2008, il concerne les personnes dans les situations les plus difficiles : sans domicile fixe, travailleurs pauvres, femmes isolées avec enfants, personnes en logement indigne ou insalubre. Depuis le 1er janvier 2012, la loi concerne toute personne éligible aux logements sociaux.
Le comité de suivi de la mise en œuvre du logement opposable fut mis en place le 5 juillet 2007 par le ministre du Logement et de la Ville, Christine Boutin en présence de son président, Xavier Emmanuelli. Il était alors censé être saisi des projets de décrets d'application, notamment de ceux relatifs à la mise en place du recours administratif préalable à la saisine du tribunal. Ce comité de suivi de la loi était prévu par les nombreux travaux préparatoires, notamment supervisés par le Haut comité pour le logement des personnes défavorisées. Cette instance de suivi fut conçue selon le modèle du Homelessness Monitoring Group écossais. Chère à Paul Bouchet, elle vise à recenser les différentes jurisprudences relatives à la loi DALO, et à évaluer l'application de la loi et les difficultés rencontrées. Ce comité de suivi peut donc avoir un véritable effet de levier en matière de politique du logement, en visibilisant la situation des mal-logés en France, et les manquements au respect de la loi, et ce via la publication de rapports, d'avis, et de motions. Le comité peut également proposer des évolutions législatives, qui peuvent par la suite faire l'objet d'une loi. Ce fut par exemple cas pour l'ajout du critère DALO handicap en 2022, dans le cadre de la loi 3DS, qui fit lui-même par la suite l'objet d'un rapport préconisant un certain nombre de mesures afin de s'assurer que ce critère soit effectivement reconnu dans les attributions.
Le comité de suivi de la loi DALO fusionna en 2021 avec le Haut comité pour le logement des personnes défavorisées, ce qui donna naissance à une nouvelle institution, le Haut Comité pour le Droit au Logement.

## Les bénéficiaires de la loi
Pour pouvoir bénéficier du droit à un logement décent et indépendant garanti par l'État, il faut en premier lieu :
- être de nationalité française, ou résider sur le territoire français de façon régulière (sans condition d'ancienneté de son titre de séjour ou carte de résidence) et dans les conditions de permanence définies par les articles R.300-1 et R.300-2 du code de la construction et de l'habitation ;
- ne pas être en mesure d'accéder par ses propres moyens à un logement décent et indépendant et de s'y maintenir (différentes évaluations estiment le nombre de ménages dans cette situation de l'ordre de 600 000, soit 1 700 000 personnes[réf. nécessaire], au regard du seul critère des conditions de logement) ;
- remplir les conditions d'accès au logement social, notamment au regard des plafonds de ressources ;
- avoir effectué des démarches préalables (et pour les requérants invoquant le motif du délai anormalement long, avoir déposé une demande de logement social et disposer d'une attestation d'enregistrement départementale de cette demande appelée "numéro unique") ;
- être de « bonne foi »[35].

Les personnes susceptibles d'être reconnues au titre du droit au logement opposable doivent répondre à un ou plusieurs des 8 critères suivants :
- être dépourvu de logement / hébergé chez un particulier ;
- être menacé d'expulsion sans relogement ;
- être hébergé dans une structure d'hébergement ou une résidence hôtelière à vocation sociale (RHVS) de façon continue depuis plus de 6 mois ou logé temporairement dans un logement de transition ou un logement foyer depuis plus de 18 mois ;
- être logé dans des locaux impropres à l'habitation ou présentant un caractère insalubre ou dangereux ;
- être logé dans un logement non décent, c'est-à-dire : ne présentant pas de risque pour la santé et la sécurité ou dans lequel manque deux éléments d'équipement et de confort exigés (absence de chauffage, eau potable...), à condition d'avoir à sa charge au moins un enfant mineur ou une personne handicapée ou de présenter soi-même un handicap ;
- être dans un logement suroccupé, à condition d'avoir à sa charge au moins un enfant mineur ou une personne handicapée ou de présenter soi-même un handicap ;
- être demandeur de logement social depuis un délai supérieur au « délai anormalement long » (ce délai varie d'un département à l'autre) sans avoir reçu de proposition de logement adaptée[36].
- être dans un logement inadapté au handicap du requérant ou d'une personne à sa charge.
- demander un hébergement, un logement de transition ou logement foyer (DAHO).

## Les étapes de la procédure
La démarche s’articule en trois étapes :
- constitution de la demande ;
- examen de la situation du demandeur par la commission de médiation ;
- si la commission juge la demande recevable, le préfet a l'obligation de trouver un logement. S’il n’y parvient pas, un recours devant le tribunal administratif est possible.

Dépôt de la demande
La demande doit être adressée au Secrétariat de la commission de médiation du droit au logement du département. Si le dossier est reconnu complet, un accusé de réception sera délivré par le secrétariat de la commission.
Délais de réponse
- Pour un logement :
Lorsqu’elle est saisie d’une demande de logement, la commission de médiation rend sa décision dans un délai de trois mois au plus à compter de l’accusé de réception du dossier (six mois pour les départements d'outre-mer)[37].
- Pour un hébergement :
Lorsqu’elle est saisie d’une demande d’accueil dans une structure d’hébergement, un établissement ou logement de transition, un logement-foyer ou une résidence hôtelière à vocation sociale, la commission rend sa décision dans un délai de 6 semaines à compter de l’accusé de réception de cette demande.

Notification de la décision
La décision de la commission de médiation est notifiée à l’intéressé(e) par écrit. Si la commission considère que le demandeur n’est pas prioritaire, elle en indique les motifs.
Le demandeur désigné comme prioritaire par la commission de médiation et qui n’aura pas obtenu de proposition de logement ou d’hébergement à l’issue du délai de réponse accordé au préfet peut engager un recours contentieux devant le tribunal administratif pour faire valoir son droit au logement ou à l’hébergement. Le délai est de trois mois à compter de la décision. Dans les départements d'outre-mer et dans les départements comportant au moins une agglomération, ou une partie d'une agglomération, de plus de 300 000 habitants, ce délai est de six mois.
L’État peut alors se retrouver condamné à une astreinte financière. Le montant de ces astreintes s'élevait entre 2015 et 2020 à 130 millions d'euros, selon la Cour des Comptes.

## Réactions à la loi sur le DALO
Pour Martin Hirsch (Emmaüs-France), « il ne suffit pas de le proclamer pour le faire ». Il faut, selon lui, d'abord « privilégier les logements très sociaux et privilégier la solidarité entre les villes pauvres et les villes riches » et « accepter qu'il y ait des gens de milieux défavorisés à côté des quartiers plus aisés ». Il est rejoint en ce sens par le délégué général de la Fondation Abbé-Pierre, Patrick Doutreligne : la prise de position de Jacques Chirac est « positive, mais il faut attendre, pour que cela ne soit pas juste un slogan ».
Le Secours catholique s'est « réjoui » mais « sera attentif au suivi et à la mise en application de ces mesures en 2007, et s’engage à faire partie du comité de suivi de ce programme ».
Pour l'ancienne ministre du Logement PS Marie-Noëlle Lienemann : « Cette opposabilité doit être universelle et ne saurait se limiter à un droit à l’hébergement. En effet, les mal-logés ne sont pas seulement les SDF, qui, bien sûr, doivent immédiatement se voir offrir un hébergement permanent et durable en vue d’obtenir un logement. Mais, il faut, aussi, répondre à toutes celles et ceux qui vivent dans un habitat insalubre, ou entassés dans des logements trop exigus, qui subissent une cohabitation forcée, etc. Mais qu’on ne s’y trompe pas, l’obligation de résultats ne sera atteinte qu’au prix d’importants moyens consacrés au logement (...) ».
Ségolène Royal, bien qu'elle approuve le principe de ce droit, estime, compte tenu de la pénurie d'habitations à loyers accessibles, que la réforme du gouvernement « n'est pas applicable ». « C'est une forme de tromperie ». Dans un discours du 11 février 2007 devant les militants socialistes, François Hollande a tourné en ridicule la reconnaissance du droit opposable par le gouvernement pour son irréalisme. Pourtant, l'idée d'opposabilité du droit au logement figurait dans le projet socialiste en 2007.
Le vice-président de la Région Île-de-France chargé du logement Jean-Luc Laurent (MRC) y voit lui aussi le risque d'un leurre par « une nouvelle défausse de l'État vers les collectivités locales ». Si la région IDF demande depuis à être reconnue autorité organisatrice, « nous ne sommes prêts à accepter cette nouvelle compétence que si l'État transfère tous les moyens financiers correspondants ». La première partie de la critique, formulée durant les débats parlementaires, a finalement porté ses fruits. De fait, les collectivités ne sont pas responsables dans le cadre du DALO : seul l’État peut être attaqué, et condamné à une astreinte financière.
À la suite de la proposition de Jacques Chirac, l'UMP est devenue un soutien du DALO : « la pénurie de logements puisse devenir une cause de plainte en justice de manière à débloquer un certain nombre d'initiatives à la fois locales et nationales en faveur du logement car il existe aujourd'hui encore trop de freins », mais « l'idée est de libérer les initiatives et certainement pas de créer du conflit. » L'UMP déclare : « Promouvoir une France des propriétaires ».
Jean-Marie Le Pen (FN) a dénoncé le DALO : « Le droit au logement opposable, c'est une violation très directe du droit de la propriété, qui est non seulement garanti dans la Constitution mais qui est même un des quatre droits de l'homme de la révolution de 1789 ». Toutefois, cette critique ne pouvait viser que l'article 38, le seul de la loi pouvant aller à l'encontre - sous des conditions très précises, et dans les faits rarement réunies - du droit de propriété. Or, depuis la modification substantielle de l'article 38 de la loi DALO par la loi Kasbarian, cette disposition n'est plus en vigueur. La loi DALO ne possède donc désormais aucun article contrevenant au droit de propriété.
« Le droit au logement opposable, c'est une très belle idée, sauf que c'est très dangereux pour notre pays », a jugé Guillaume Peltier pour le MPF. « Ça va faire glisser la société française vers une société de la dépense publique : qui va payer ? ». Pour Vincent Bénard, analyste à l'Institut Turgot, le droit opposable au logement est un « droit sans contrepartie » qui entretient l'idée fausse que l'État peut apporter une réponse à tout. La loi DALO étendrait le logement social à des limites telles que l'État serait de toute façon incapable d'y répondre étant donné sa situation financière ; Bénard considère que le problème essentiel est celui de l'offre insuffisante de logements qui ne peut être réglé que par une libération des contraintes pesant sur le foncier avec, entre autres, les plans locaux d'urbanisme, comme le reconnaît Bernard Seillier, rapporteur au Sénat du projet de loi DALO. Pour Bénard, la crise actuelle du logement est due à cette trop forte intervention de l'État qui dissuade le marché de répondre à la demande existante.
Néanmoins, le rapport de la Cour des comptes (France) relatif au droit au logement opposable intitulé « Une priorité à restaurer », paru en janvier 2022, suggère au contraire que le DALO, loin de représenter un fardeau pour les dépenses publiques, devrait au contraire faire l'objet d'un investissement financier plus important. En effet, il recommande le renforcement des moyens des commissions de médiation, chargées de reconnaître ou non comme prioritaires les ménages ayant fait un recours DALO.
Aujourd'hui, la plupart des associations liées à la lutte contre le mal-logement s'accordent sur le fait que le droit au logement opposable reste, malgré ses limites dues au manque de moyens et de volonté politique, une conquête sociale, comme le rappelle Jean-Baptiste Eyraud, fondateur de l'association Droit au logement, dans une interview pour Europe 1 en 2013. Il expliquait en effet que la première chose à faire en cas de menace d'expulsion est de « remplir un dossier droit au logement opposable », et que cette loi était une « avancée ».

## Mise en œuvre de la loi DALO
(mars 2016).
Le 20 mai 2008, le tribunal administratif de Paris a reconnu le droit opposable au logement (DALO) dans une ordonnance rendue au bénéfice d'une famille mal logée qui contestait le rejet de son dossier par la préfecture.
Un premier bilan à l'échelle de la petite couronne de l'Île-de-France, 6 mois après l'entrée en vigueur du dispositif, permet de constater des effets positifs mais très limités au regard de l'importance des besoins.
- À Paris, 7200 demandes ont été déposés et 10 familles relogées
- Dans les Hauts-de-Seine, 1779 demandes déposées, 6 familles relogées
- En Seine-Saint-Denis, 2685 dossiers déposés, 122 propositions de logements par la commission, 46 familles relogées

Comme l'indique Edwige Le Net, responsable départementale de l'association française Droit au logement — le DAL —, « La procédure DALO vise à écrémer au maximum les demandeurs et, par la même occasion, à les décourager. C'est un dispositif en entonnoir avec des filtres successifs pour que ne soit accepté en commission que le nombre de dossiers équivalant aux possibilités de relogements », ce qui est confirmé implicitement par la Préfète déléguée à l'égalité des chances de Seine-Saint-Denis, « Au regard du nombre de demandes, un jeune couple qui vit chez ses parents n'est pas considéré comme prioritaire, même si sa demande est légitime. En Seine-Saint-Denis, seuls les plus prioritaires des prioritaires sont éligibles au DALO ».
En effet, l'offre de logement reste insuffisante et l'instauration du DALO n'y change rien, voire aggrave la crise par ses effets pervers selon les auteurs libéraux.
Pour la mise en œuvre du DALO, un nouveau fichier informatisé est créé. L'arrêté du 24 juillet 2009 autorise « la création par le ministère de l'écologie, de l'énergie, du développement durable et de la mer, en charge des technologies vertes et des négociations sur le climat (direction de l'habitat, de l'urbanisme et des paysages), d'un traitement automatisé de données à caractère personnel dénommé « DALO » ». Un second fichier est également créé afin de compiler des statistiques, le DALORIF.
Concernant le profil des ménages faisant un recours, 50% d'entre eux suivent une activité professionnelle ou suivent une formation ou un apprentissage, et 53% disposent de ressources égales ou supérieurs au Salaire minimum interprofessionnel de croissance (SMIC). Cela permet au Haut Comité pour le Droit au Logement de déduire qu'une large partie des requérants DALO sont en fait des travailleurs essentiels.

### Comité de Suivi de la loi DALO
La loi no 2007-290 du 5 mars 2007 instituant le droit au logement opposable prévoit aussi la mise en place d’un comité de suivi de la mise en œuvre du DALO auprès du ministre du logement. Le décret no 2007-295 du 5 mars 2007 instituant « le comité de suivi de la mise en œuvre du droit au logement opposable » établit le fonctionnement et les caractéristiques de celui-ci, notamment sa mission et ses 65 membres. Le comité de suivi DALO est présidé par le président du Haut Comité pour le Logement des Personnes Défavorisées (article 4) et composé des 17 membres du HCLPD, du président du Conseil national de l’habitat, d'un membre du Conseil économique, social et environnemental, d'un membre du Conseil national des politiques de luttes contre la pauvreté et l’exclusion, d'un membre de l’Observatoire national de la pauvreté et de l’exclusion sociale, de 6 membres représentant respectivement l’Association des maires, des départements, des régions, des maires des grandes villes, des communautés, des communautés urbaines de France (associations d’élus) et de 37 membres représentants les grands réseaux d’acteurs associatifs.
La mission du comité de suivi est de formuler des constats et des propositions concernant la mise en œuvre du droit au logement opposable. Il donne son avis sur toute question dont le gouvernement le saisit. Chaque année, il rédige un rapport et le remet au Président de le République, au Premier ministre ainsi qu’au Parlement (article 1).
Des réunions plénières réunissant le comité de suivi ont lieu 5 à 6 fois par an. Cinq groupes de travail traitent d’aspects particuliers de la mise en œuvre de la loi: accès au droit / expulsion, Île-de-France / relogement des ménages reconnus au titre du Dalo, hébergement, avenir du Dalo.
Le comité de suivi n’a pas pour mission de renseigner ou accompagner les particuliers. Pour des conseils ou un accompagnement dans le dépôt d’un recours ou dans son suivi, il est préférable de s’adresser à un travailleur social ou à une association spécialisée dans l’accès au droit.
- liste des points d'accès au droit
- liste des agences départementales d'information sur le logement (ADIL)

Le comité de suivi a notamment mis en place 2 cellules de veille :
- « expulsions » : celle-ci centralise les signalements concernant les ménages reconnus au titre du droit au logement opposable faisant l’objet d’une procédure d’expulsion en contradiction avec la circulaire du 26 octobre 2012
- « mauvaise interprétation des critères de reconnaissance au titre du Dalo par les commissions de médiation » : celle-ci reçoit des signalements de personnes estimant qu'elles auraient dû être reconnues au titre du DALO (en accord avec les critères prévus par la loi) mais que ce statut leur a été refusé (en effet les taux de décisions favorables des commissions de médiation varient de 20 à 80 % selon les départements, ce qui suggère des dysfonctionnements dans certaines d'entre elles[61]).

Le décret numéro 2021-386 du 1er avril 2021 a regroupé le Haut comité pour le logement des personnes défavorisées et le comité de suivi de la loi DALO au sein d'une nouvelle institution cumulant leurs fonctions, le Haut Comité pour le Droit au Logement

## Bilan du DALO
Seuls « 123 000 demandeurs ont été relogés » de 2008 à 2016 dans le cadre du droit à un logement opposable alors que « plus de 215 000 décisions favorables ont été rendues par les commissions de médiation».
Cependant, malgré un contexte récent d’aggravation de la crise du logement, le nombre de ménages reconnus au titre du droit au logement opposable est en baisse depuis 2014. Selon le comité de suivi, cette situation est due à des pratiques de plus en plus restrictives des commissions de médiation chargées d’instruire les recours. Ceci entraîne une baisse du dépôt du nombre de recours, ce qui met en péril l’existence même du droit au logement opposable dans certains territoires. Cette dynamique ne s'est toutefois pas confirmée dans le temps. En effet, le nombre de recours a de nouveau augmenté de 2016 à la crise du Covid 19, et a de nouveau légèrement augmenté depuis 2020. En 2023, il y en avait 36 532.
À cause de la pression du risque de recours (ainsi que de l'obligation de moyens et de résultats de la part de l’État), inscrire l’opposabilité dans la loi a permis une profonde évolution des politiques publiques, en particulier concernant l’offre de logement disponible à l’attention des publics défavorisés. Notamment, depuis 2007, l’État a lancé une « reconquête de ses logements », c'est-à-dire une reconquête des contingents préfectoraux qui n’étaient que partiellement gérés. Le contingent préfectoral est un droit de réservation de l’État sur 30% de l'ensemble des logements du parc social - 30% répartis en 25% pour les ménages reconnus DALO et prioritaires et 5% pour les fonctionnaires. Le droit de réservation de l’État est le droit pour celui-ci de choisir le locataire destiné à occuper un logement vacant du parc social. La bonne gestion de son contingent est cruciale pour l’État : la non attribution de logements à des ménages reconnus DALO empêche l’État de répondre à son obligation de résultat, ce qui entraîne sa condamnation à des astreintes financières, qui atteignaient 130 millions d’euros en 2022 selon la Cour des comptes. C’est dans ce cadre que le décret numéro 2011-176, relatif à l’obligation de mise en conformité des conventions de réservation entre l’État et le bailleur concerné, fut adopté le 15 février 2011. Les bailleurs et l’État devaient donc se mettre d’accord pour déterminer à nouveau – si cela n’était pas correctement fait – la part des logements sociaux sur laquelle l’État a un droit de réservation. Fin 2012, l’inspection ministérielle, le Conseil général de l'environnement et du développement durable, estimait que le contingent préfectoral représentait 21,4% des logements sociaux – cette proportion comprenant les ménages reconnus DALO et prioritaires, ainsi que les fonctionnaires ; alors qu’il aurait dû en représenter 30%.
Plusieurs rapports du Haut Comité pour le Droit au Logement à partir de 2015 furent consacrés à l’évaluation de la mobilisation du contingent préfectoral. Ils pointaient alors une insuffisance de l’État en la matière. De fait, celui-ci n’avait qu’une vision parcellaire de l’état de son contingent, malgré les différentes dispositions juridiques censées résoudre ce problème. De plus, il n’usait pas de toutes ses prérogatives, qui lui permettraient pourtant de faire appliquer la loi. C’est dans ce contexte que fut opéré, à partir de 2018 avec la Loi ELAN, le passage à la gestion en flux des réservations de logements sociaux. Lorsque le mode de gestion en stock était majoritaire, il existait auparavant un nombre déterminé de logements sociaux vis-à-vis desquels l’État disposait d’un droit d’attribution. Désormais, la part de 25% de logements devant être attribuée par l’État n’est pas déterminée par un stock de logement identifié lui étant réservé, mais par le nombre de logements disponibles (laissés vacants par des locataires quittant leur logement et/ou mis en service après construction ou réhabilitation). Autrement dit, c’est le taux de rotation dans le parc social qui détermine désormais le nombre et la nature des logements devant être attribués par l’État aux ménages reconnus DALO et aux publics prioritaires. Le mode de gestion en flux est donc supposé permettre à l’État de mieux répondre à ses obligations d’attribution aux ménages DALO ou prioritaires.
Le rapport du Haut Comité pour le Droit au Logement publié en 2023, intitulé « Bilan et perspectives des attributions de logements sociaux réservés par l’État aux ménages mal logés », avait pour ambition de dresser le bilan de ces différentes politiques de reconquête. D’une part, ce rapport confirme l’échec de la gestion en stock. D’autre part, du fait du flou persistant quant à la nature des logements devant être attribués par l’État, et en raison du nombre trop faible de ménages DALO relogés – le caractère de « surpriorité » conféré à ces derniers n’étant pas respecté – le Haut Comité fit un certain nombre de recommandations. Ainsi, il demanda par exemple de veiller à ce que les préfets usent de leur pouvoir de substitution dans les attributions de logements sociaux lorsqu’un acteur s’avère défaillant. Il préconisa également de mettre en œuvre les moyens nécessaires afin que les services déconcentrés soient capables d’assurer le rôle de garant du droit au logement opposable de l’État, et d’instituer dans cette optique des services dédiés à cette question dans les territoires en tension. Par ailleurs, le Haut Comité mit en avant la nécessité d’assurer la fiabilité des systèmes d’information à partir desquels sont mises en œuvre les obligations légales en matière de logement des ménages DALO et prioritaires. Pour ce faire, il recommanda de rendre disponible en ligne les données annuelles sur les attributions du système national d’enregistrement (sur lequel sont enregistrées les demandes de logement social), d’appliquer les sanctions prévues en cas de manquements dans la bonne tenue du répertoire des logements locatifs des bailleurs sociaux, et de garantir l’interfaçage des différents systèmes d’information, comme cela est également demandé par la Cour des comptes. Ces évolutions sont selon le Haut Comité nécessaires, puisque ce sont elles qui garantissent la réussite de la réforme opérant le passage de la gestion en stock à la gestion en flux des attributions, ainsi que la maîtrise par l’État de son contingent, indispensable pour répondre à son obligation de résultat en matière de relogement. Le rapport rappelle également la possibilité pour l’État de sanctionner financièrement les bailleurs sociaux en cas de non-respect des quotas d'attributions aux ménages Dalo et prioritaires.
Le contingent préfectoral n'est pas le seul qui fasse l'objet d'une attention particulière du Haut comité pour le Droit au Logement ces dernières années. Depuis la loi Molle de 2009, 25 % des attributions d’Action logement - un organisme qui attribue des logements sociaux aux salariés et aux chômeurs - doivent également être réservées aux publics reconnus DALO ou prioritaires. Le 25e rapport du Haut Comité pour le Droit au Logement, publié en juin 2024, et intitulé "Bilan et perspectives des attributions de logements sociaux réservés par Action logement aux ménages mal logés salariés et demandeurs d'emploi", montre qu'Action Logement ne respecte pas ses obligations vis-à-vis des ménages reconnus DALO. En effet, seuls 6% des logements attribués par Action Logement étaient destinés à des ménages ayant fait reconnaître leur droit au logement opposable, alors que la loi de mobilisation pour le logement et la lutte contre l'exclusion exige que cette proportion soit de 25%. Dès lors, le Haut Comité pour le Droit au Logement appelle l’État à user de ses prérogatives : de fait, le préfet a le droit d'imposer un ménage DALO refusé, d'appliquer des sanctions financières, et même de reprendre la main sur les attributions départementales d'Action Logement. Par ailleurs, le Haut Comité rappelle la nécessité pour l’État de signer une convention entre les départements décomptant plus de 50 recours et Action Logement, afin d'avoir accès à la base recensant les DALO, ce qui est prévu par la loi. Aujourd'hui, seule l'Ile-de-France et la région Provence-Alpes-Côte d'Azur disposent d'un tel accord avec Action Logement - accord qui s'est avéré être un succès au regard de la loi pour l'Ile-de-France, puisque les 25% ont depuis été atteints. Concernant la région PACA, la convention ne fut signée qu'en mars 2025 - d'où le manque de recul empêchant d'évaluer ses potentiels bénéfices.